# Menó de Tessàlia
Menó (grec antic: Μένων, llatí: Menon) fou un aventurer tessali nadiu de Larisa o de Farsàlia, segons la font.
Era el favorit d'Aristip de Larisa, que li va donar el comandament de les forces destinades a ajudar a Cir el Jove contra el partit que se li oposava i després, el 401 aC, en la seva rebel·lió, al capdavant de 1500 homes. Cir li va encarregar escortar a Epiaxa, la dona de Siennesis III, el rei de Cilícia; després de creuar les muntanyes, Menó va perdre un gran nombre d'homes en els atacs que feien els cilicis i en revenja va saquejar la ciutat de Tars i el palau reial.
Quan les forces rebels van arribar a l'Eufrates, Menó va convèncer els soldats sota el seu comandament que fossin els primers de travessar el riu. A la batalla de Cunaxa va dirigir l'ala esquerra dels grecs, i després del combat, quan Clearc d'Heraclea va oferir el tron de Pèrsia a Arieu, va formar part de la delegació enviada al príncep, amb qui estava connectat per llaços d'hospitalitat. Després va ser un dels quatre generals que va acompanyar a Clearc en la seva entrevista amb Tisafernes i allí va ser detingut junt amb els seus companys. Clearc va sospitar que Menó l'havia calumniat davant Tisafernes per obtenir el comandament de les tropes en solitari, i sembla que Menó i Proxè van ser tractats honorablement pels perses; la realitat de la seva traïció però, no és molt probable. Ctèsies de Cnidos diu que els perses no el van executar, però Xenofont diu que va morir al cap d'un any durant el qual sovint va ser torturat.
Sembla que aquest personatge va inspirar el diàleg de Plató titulat Menó.